# بروس سومنر
بروس سومنر (بالإنجليزية: Bruce Sumner)‏ هو سياسي أمريكي، ولد في 1 يوليو 1924.